# Sergio Busquets
Sergio Busquets Burgos (* 16. července 1988, Sabadell, Španělsko) je španělský fotbalista, který hraje za klub Inter Miami CF a bývalý reprezentant Španělska.
Během svého působení ve dresu Barcelony vyhrál mimo jiné dvakrát treble (výhru v lize, domácím poháru a Lize mistrů), konkrétně v sezónách 2008/09 a 2014/15.

## Osobní život
Sergiův otec Carles byl také fotbalistou. V 90. letech chytal za Barcelonu jako náhradní brankář.

## Klubová kariéra
Busquets byl povýšen do „A“ týmu trenérem Josepem „Pepem“ Guardiolou. V La Lize debutoval 13. září 2008 v utkání proti Racingu de Santander, které skončilo remízou 1:1. Později v říjnu odehrál utkání Ligy mistrů na hřišti Basileje, kde Barcelona zvítězila 5:0. Busquets se střelecky prosadil jako druhý a zkraje druhého poločasu navíc nahrál na gól Bojanu Krkićovi. V téže soutěži se střelecky prosadil v prosinci, ale Barça doma podlehla Šachtaru Doněck 2:3.
Trenér Guardiola Busquetse nominoval do základní sestavy ve finále Ligy mistrů proti Manchesteru United hraném 27. května 2009, ten tak dostal přednost před Seydouem Keitou i Yayou Tourém. Společně se středopolaři Xavim a Iniestou odolali tlakům soupeře a pomohli k výhře 2:0 a zisku nejcennější evropské trofeje.
Busquets si zahrál finále Ligy mistrů v ročníku 2014/15, ve kterém Barcelona zdolala Juventus 3:1 a získala tuto trofej popáté. V tomto období dovedl trenér Luis Enrique Barcelonu k druhému treblu a kromě útočného tria Messi–Suárez–Neymar na tom měla svůj podíl také trojčlenná záloha Iniesta–Busquets–Rakitić.
Během ligového utkání 1. října 2017 proti Las Palmas otevřel skóre přesnou hlavičkou pro Barcelonu netradičně po rohu, který zahrál Lionel Messi. Právě Messi pak dvěma góly rozhodl o vítězném výsledku 3:0. Toto utkání se odehrálo bez přítomností diváků na Camp Nou kvůli katalánským protestům. Proti Getafe 12. února 2018 uhrála Barcelona jen remízu 0:0. Pro Busquetse šlo o jeho 300. klubové utkání v jeho mateřském klubu, a během této porce utkání nasbíral sedm gólů a 22 asistencí.
Před zahájením sezóny 2018/19 byli zvoleni noví kapitáni – vedle Busquetse to byli Lionel Messi, Gerard Piqué a Sergi Roberto, všichni čtyři odchovanci La Masie. Následné srpnové utkání španělského superpoháru Busquets se spoluhráči zvládli, Barcelona porazila Sevillu 2:1. V průběhu září se Busquets s klubem dohodl na prodloužení smlouvy do konce června 2023, mimo jiné se navýšila jeho výkupní klauzule ze 200 na 500 milionů eur. V listopadu v utkání La Ligy proti Atléticu Madrid nastoupil do svého 500. utkání za Barcelonu. Busquets dosáhl hranice sta odehraných utkání v Lize mistrů 12. prosince 2018 proti Tottenhamu, které dopadlo v závěru skupiny nerozhodně. Stal se 37. hráčem, který mezi „stovkaře“ vstoupil a 7. hráčem Barcelony. V dohrávané Lize mistrů ve čtvrtfinále hrané na jeden zápas nastoupil Busquets 14. srpna 2020 proti Bayernu Mnichov. Barcelona soupeři nestačila a prohrála 2:8. Presink hráčů Bayernu dělal záloze potíže a Busquets se nedokázal sladit s kolegou v záložní řadě Frenkiem de Jongem. Patřil tedy k horším hráčům Barcelony.
Dne 24. února 2021 odehrál Busquets 400. utkání v nejvyšší španělské lize ve dresu Barcelony. V klubové historii tak stanul jako v pořadí čtvrtý za Andrésem Iniestou (442), Xavim (505) a Lionelem Messim (506).
V semifinále španělského superpoháru hraného 12. ledna 2023 s Realem Betis nastoupil do 700. utkání za katalánský klub. Na trávníku strávil druhý poločas a prodloužení, po němž následoval Barcelonou zvládnutý penaltový rozstřel. O tři dny později hrál na Stadionu krále Fahda v základní sestavě proti Realu Madrid, Barcelona zvítězila 3:1. Busquets dorovnal v pořadí 45. utkáním Lionela Messiho a Sergia Ramose v počtu odehraných derby mezi těmito dvěma kluby. Dorovnal také Francisca Genta a Gentových 21 vyhraných utkání v tomto derby Při úvodní pohárové semifinálové výhře 1:0 nad Realem v Copa del Rey 2. března tuto trojici překonal. Mistrovský titul si Barcelona zajistila po čtyřech letech v barcelonském derby proti Espanyolu odehraném 14. května 2023, ve kterém výsledkem 4:2 zvítězila. Španělskou ligu opanoval Busquets podeváté, šlo o jeho 32. klubovou trofej.
Dne 23. června 2023 Busquets odešel po 15 letech z Barcelony a přestoupil do amerického klubu Inter Miami CF, kde bude hrát po boku staronového spoluhráče Lionela Messiho.

## Reprezentační kariéra
V A-mužstvu Španělska přezdívaném La Furia Roja debutoval 1. 4. 2009 v Istanbulu v kvalifikačním zápase proti týmu Turecka (výhra 2:1).
Se španělskou reprezentací vyhrál Mistrovství světa 2010 v Jihoafrické republice a EURO 2012 v Polsku a na Ukrajině.
Trenér Vicente del Bosque jej vzal na Mistrovství světa 2014 v Brazílii, kde Španělé jakožto obhájci titulu vypadli po dvou porážkách a jedné výhře již v základní skupině B.
Vicente del Bosque jej nominoval i na EURO 2016 ve Francii, kde byli Španělé vyřazeni v osmifinále Itálií po porážce 0:2.
V listopadu a prosinci roku 2022 si zahrál na Mistrovství světa v Kataru, kde byl posledním veteránem z vítězného týmu mistrů světa z roku 2010. V záložní řadě měl nastoupit po boku 18letého Gaviho a 19letého Pedriho, svých tvořivých barcelonských spoluhráčů. Dne 23. listopadu odehrál úvodní skupinové utkání proti Kostarice, ve kterém Španělsko zvítězilo 7:0 a zaznamenalo svoji nejvyšší výhru na světovém šampionátu. O čtyři dny později čelil se spoluhráči Německu, v utkání se zrodila remíza 1:1. Proti Japonsku 1. prosince měl výběr trenéra Luise Enriqueho násobnou převahu v držení míče a v počtu přihrávek, avšak navzdory tomu prohrál 1:2. Obě mužstva postoupila do osmifinále. V utkání proti Maroku odehraném 6. prosince setrval na hřišti 120 minut prodlužovaného klání. Bezgólové střetnutí rozhodovaly penalty, v nichž byli Španělé neúspěšní. Busquets náležel mezi penaltové exekutory, jeho střelu chytil marocký gólman Yassine Bounou.

## Styl hry
Busquets zpravidla hraje zataženého záložníka s obrannými povinnostmi hrajícího před stopery, který spoléhá na herní inteligenci a své technické a taktické kvality. Jeho spoluhráč ze záložní řady Xavi jej nazval „sněžným pluhem“. Právě se Xavim a Andrésem Iniestou utvořil Busquets jádro úspěšného kádru Barcelony. Jeho pojetí fotbalu spočívá v jednoduché hře a právě tuto „jednoduchost“ vyzdvihl i někdejší trenér Barcelony a sám bývalý fotbalista Johan Cruijff. Trenéři se na Busquetse spoléhají kvůli jeho přihrávkám, které již v začátcích jeho působení v Barceloně dosahovaly 90 až 95% úspěšnosti, co se týče přesného nalezení spoluhráče (podle WhoScored). Mezi roky 2010 až 2015 měl nejvíce obranných zákroků z týmu vyjma Daniho Alvese.
Busquetsova „nenápadná“ role v záložní řadě jej během kariéry nechávala stranou pozornosti slavnějších spoluhráčů jako byli Lionel Messi, Luis Suárez a Neymar. Trenér Josep „Pep“ Guardiola ovšem vyzdvihl jeho smysl pro týmovost. Jeho pozdější trenér Luis Enrique jej nazval nejlepším světovým záložníkem.

## Statistiky

### Klubové

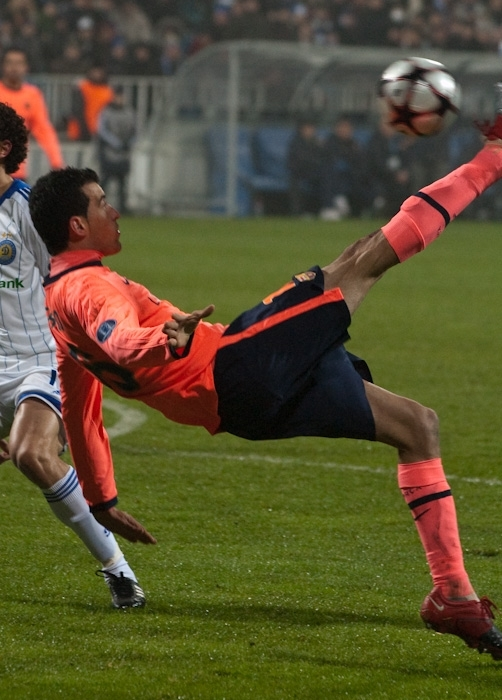
Busquets provádějící nůžky proti Dynamu Kyjev (2009)

K zápasu odehranému 14. srpna 2020
| Klub        | Sezóna  | Liga               | Liga   | Liga | Copa del Rey | Copa del Rey | Liga mistrů | Liga mistrů | Ostatní | Ostatní | Celkem | Celkem |
| Klub        | Sezóna  | Liga               | Zápasy | Góly | Zápasy       | Góly         | Zápasy      | Góly        | Zápasy  | Góly    | Zápasy | Góly   |
| ----------- | ------- | ------------------ | ------ | ---- | ------------ | ------------ | ----------- | ----------- | ------- | ------- | ------ | ------ |
| Barcelona B | 2007/08 | Tercera División   | 23     | 2    | —            | —            | —           | —           | —       | —       | 23     | 2      |
| Barcelona B | 2008/09 | Segunda División B | 2      | 0    | —            | —            | —           | —           | —       | —       | 2      | 0      |
| Barcelona B | Celkem  | Celkem             | 25     | 2    | —            | —            | —           | —           | —       | —       | 25     | 2      |
| Barcelona   | 2008/09 | La Liga            | 24     | 1    | 9            | 0            | 8           | 2           | —       | —       | 41     | 3      |
| Barcelona   | 2009/10 | La Liga            | 33     | 0    | 4            | 0            | 10          | 0           | 5       | 1       | 52     | 1      |
| Barcelona   | 2010/11 | La Liga            | 28     | 1    | 5            | 0            | 12          | 0           | 1       | 0       | 46     | 1      |
| Barcelona   | 2011/12 | La Liga            | 31     | 1    | 8            | 0            | 10          | 1           | 3       | 0       | 52     | 2      |
| Barcelona   | 2012/13 | La Liga            | 31     | 1    | 4            | 0            | 8           | 0           | 2       | 0       | 45     | 1      |
| Barcelona   | 2013/14 | La Liga            | 32     | 1    | 5            | 1            | 9           | 1           | 2       | 0       | 48     | 3      |
| Barcelona   | 2014/15 | La Liga            | 33     | 1    | 4            | 0            | 10          | 0           | —       | —       | 47     | 1      |
| Barcelona   | 2015/16 | La Liga            | 35     | 0    | 5            | 0            | 9           | 0           | 4       | 0       | 53     | 0      |
| Barcelona   | 2016/17 | La Liga            | 33     | 0    | 5            | 0            | 8           | 0           | 2       | 0       | 48     | 0      |
| Barcelona   | 2017/18 | La Liga            | 31     | 1    | 7            | 0            | 10          | 0           | 2       | 0       | 50     | 1      |
| Barcelona   | 2018/19 | La Liga            | 35     | 0    | 6            | 0            | 12          | 0           | 1       | 0       | 54     | 0      |
| Barcelona   | 2019/20 | La Liga            | 33     | 2    | 2            | 0            | 7           | 0           | 1       | 0       | 43     | 2      |
| Barcelona   | Celkem  | Celkem             | 379    | 9    | 64           | 1            | 113         | 4           | 23      | 1       | 579    | 15     |
| Celkem      | Celkem  | Celkem             | 404    | 11   | 64           | 1            | 113         | 4           | 23      | 1       | 604    | 17     |

### Reprezentační

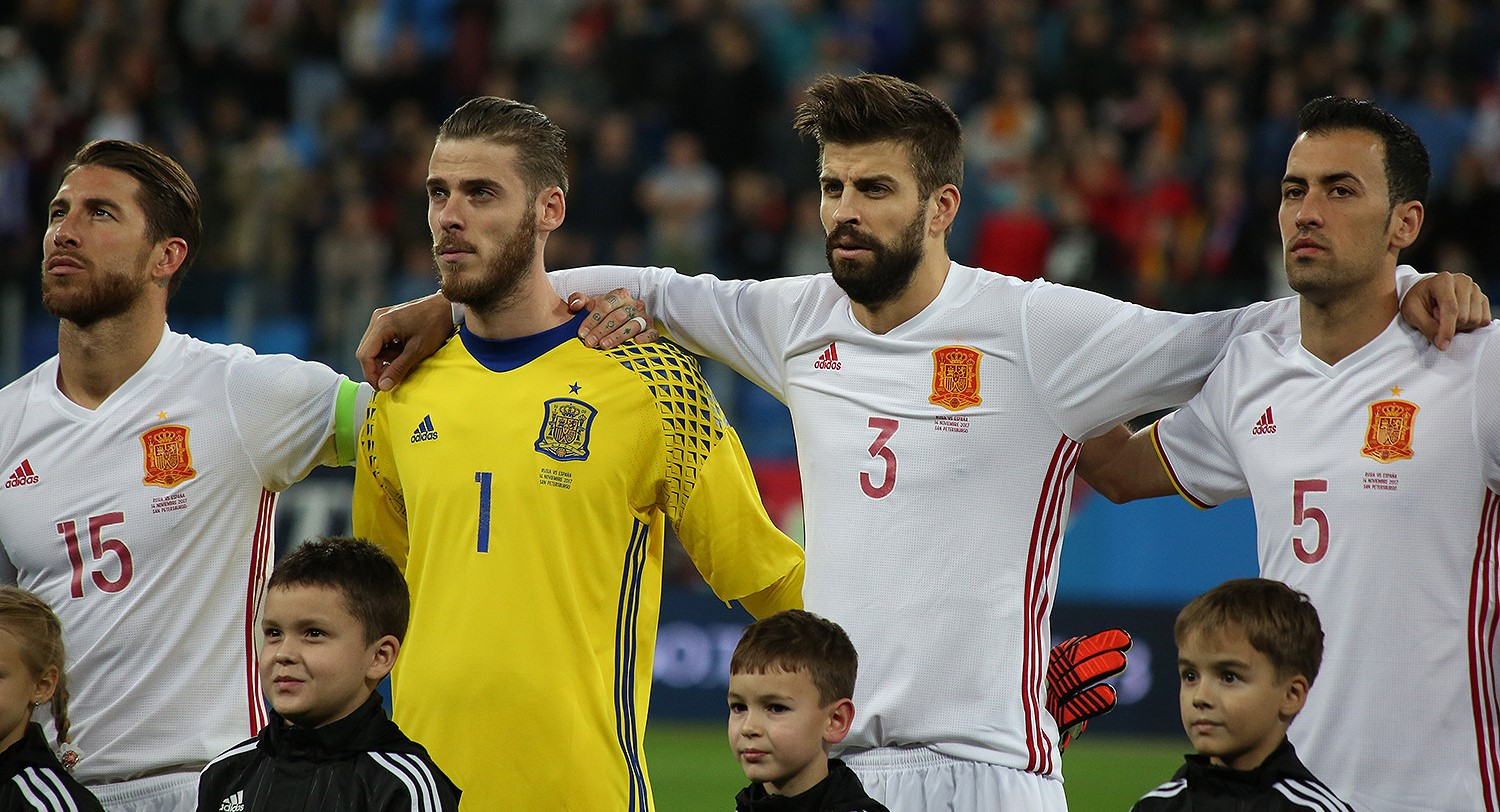
Busquets (vpravo) před zápasem Španělska (2017)

K ukončení reprezentační kariéry 16. prosince 2022
| Tým       | Rok    | Zápasy | Góly |
| --------- | ------ | ------ | ---- |
| Španělsko | 2009   | 10     | 0    |
| Španělsko | 2010   | 16     | 0    |
| Španělsko | 2011   | 11     | 0    |
| Španělsko | 2012   | 14     | 0    |
| Španělsko | 2013   | 12     | 0    |
| Španělsko | 2014   | 11     | 2    |
| Španělsko | 2015   | 8      | 0    |
| Španělsko | 2016   | 12     | 0    |
| Španělsko | 2017   | 8      | 0    |
| Španělsko | 2018   | 9      | 0    |
| Španělsko | 2019   | 5      | 0    |
| Španělsko | 2020   | 4      | 0    |
| Španělsko | 2021   | 13     | 0    |
| Španělsko | 2022   | 10     | 0    |
| Celkem    | Celkem | 143    | 2    |

| Gól | Datum              | Místo                                   | Zápas | Soupeř            | Skóre | Výsledek | Soutěž                   |
| --- | ------------------ | --------------------------------------- | ----- | ----------------- | ----- | -------- | ------------------------ |
| 1   | 8. září 2014       | Ciutat de València, Valencie, Španělsko | 70    | Severní Makedonie | 3–1   | 5–1      | Kvalifikace na Euro 2016 |
| 2   | 15. listopadu 2014 | Nuevo Colombino, Huelva, Španělsko      | 73    | Bělorusko         | 2–0   | 3–0      | Kvalifikace na Euro 2016 |

## Úspěchy
Zdroj:
Aktuální k 24. červnu 2023

### Klubové
- 9× vítěz Primera División: 2008/09, 2009/10, 2010/11, 2012/13, 2014/15, 2015/16, 2017/18, 2018/19, 2022/23
- 6× vítěz Copa del Rey: 2008/09, 2011/12, 2014/15, 2015/16, 2016/17, 2017/18
- 8× vítěz Španělského superpoháru: 2009, 2010, 2011, 2012, 2014, 2017, 2018, 2022/23
- 3× vítěz Ligy mistrů UEFA: 2008/09, 2010/11, 2014/15
- 3× vítěz Evropského superpoháru: 2009, 2011, 2015
- 3× vítěz MS klubů: 2009, 2011, 2015

### Reprezentační
- 1× vítěz Mistrovství světa: 2010
- 1× vítěz Mistrovství Evropy: 2012